# Edificio de la fundación de Nikola Spasić en Belgrado
El Edificio de la Fundación Nikola Spasić es una edificación de Belgrado, en la calle Кнез Михаилова 33, construida en el año 1889. Es un edificio clasificado como monumento nacional de interés excepcional.

## El aspecto del edificio
El edificio lo construyó Nikola Spasić, como un edificio representativo, residencial y comercial, con dos plantas, basado en el proyecto del arquitecto Konstantin A. Jovanović. La función del edificio era tener tiendas en su planta baja, dando para la calle, y que las plantas superiores sirvan como viviendas. Tiene un sótano, una planta baja, dos pisos, un ático alto y alas laterales que forman un patio cuadrado. El autor del proyecto Konstantin Jovanović hizo el concepto del edificio en la forma de la letra cirílica P]. En la primera planta vivían los Spasić, mientras, como las fuentes dicen, la segunda planta fue alquilada a alguno de los ciudadanos belgradenses conocidos. Los pisos eran hechos representativamente, y los muebles y el material para el interior fueron importados de Viena. En la construcción del edificio, aparte de las paredes usuales llenas, también se usaban los travesaños de hierro, y los espacios entrepisos fueron hechos en las bóvedas que se apoyan en los travesaños. Las escaleras fueron cubiertas con la piedra natural con barandillas de hierro forjado. La entrada desde la calle Knez Mihajlova, es especialmente decorativa, con un pasillo que está articulado con pilastras bajas, con capiteles extravagantes entre las cuales están pintados paisajes y medallas con bustos de mujeres. 
La composición y tratamiento de la фасада fue hecha en la mejor tradición de la expresión académica de arquitectura, con elementos del estilo neorrenacentista. En la fachada principal predominan avant-corps centrales, coherentes y simétricos, acabados con unas cúpulas de una base cuadrada. La armonía excepcional fue creada con plástico decorativo hecho en un orden bien pensado y proporcionado, dentro de un sistema firme de un esquema composicional de formas clásicas, vertical y horizontal, ajustado a la estructura del edificio completo. 
En el concepto estilístico completo fue realzado un compuesto extraordinario de dos expresiones arquitectónicas, de una forma armónica de la arquitectura italiana del renacimiento, cautelosamente enriquecido con un techo decorativo proveniente del renacimiento francés. Aparte del repertorio usual de ornamentaciones en formas de cartuchos, festones, cornisas, ménsulas, un elemento antropomórfico situado en la parte central del techo del edificio tiene un valor artístico especial. Está compuesto de dos figuras de piedra artificial, inspiradas en las esculturas antiguas griegas. En lado izquierdo del edículo muy decorado se encuentra la figura de una mujer con una corona de flores, y a su lado derecho está un hombre con un haz y un arado. La solidez de la construcción, la dureza de las partes constructivas, la riqueza y diversidad de los materiales, la precisión y calidad del procesamiento artístico y profesional están en la concordancia con el alto nivel de los resultados arquitectónicos y artísticos en esta obra excepcional de Jovanović, dentro de la arquitectura de las viviendas en Belgrado a finales del siglo pasado.
Siendo un edificio valioso e importante, fue puesto bajo la figura de protección de monumento nacional en el año 1961, y en el año 1979 fue declarado como monumento nacional de importancia excepcional.  
Las obras de conservación fueron llevadas a cabo en 1966, 1972 y 1997.